# Godzilla (película de 2014)
Godzilla es una película de monstruos de ciencia ficción, dirigida por Gareth Edwards. La película pretende reiniciar desde cero la franquicia fílmica de Godzilla, al recontar los orígenes del popular monstruo dentro de nuestros tiempos y presentarlo como una "aterradora fuerza de la naturaleza", fiel al estilo de películas elaboradas por Tōhō. La protagonizan Aaron Taylor-Johnson, Ken Watanabe, Elizabeth Olsen, Juliette Binoche, Sally Hawkins, David Strathairn y Bryan Cranston. Los créditos por el guion pertenecen a Max Borenstein, pero también hubo contribuciones en ese aspecto por parte de David Callaham, David S. Goyer, Drew Pearce y Frank Darabont.
El filme es una coproducción entre Legendary Pictures y Warner Bros. Pictures. Warner Bros. se encargó de distribuir a nivel mundial la película, con la excepción de Japón, de cuya distribución se encargó Tōhō. Filmada en los Estados Unidos y Canadá, es la segunda película de Godzilla completamente elaborada por un estudio estadounidense desde la versión de 1998 que dirigiese en su momento Roland Emmerich. La película se estrenó mundialmente en los formatos 2D y 3D el 15 de mayo de 2014, y en América del Norte el 16.

## Argumento
La película empieza mostrando, de forma retrospectiva, las pruebas atómicas realizadas en las Islas Marshall en las que, aparentemente, se trataba de eliminar a una inmensa criatura que salía del océano.
Décadas después, en 1999, los científicos Ishiro Serizawa y Vivienne Graham (Ken Watanabe y Sally Hawkins) reciben una llamada para investigar un peculiar descubrimiento, realizado en una cantera ubicada en las Filipinas: un esqueleto gigante, junto con dos vainas ovoides. Al poco tiempo de descubrir que una de aquellas vainas terminó de incubarse, la planta nuclear de Janjira, situada cerca de Tokio, sufre una explosión que conlleva una gran fuga radioactiva. Durante el incidente, el ingeniero supervisor de la planta, Joe Brody (Bryan Cranston), es testigo de la muerte de su esposa, Sandra (Juliette Binoche), quien también trabaja allí y queda atrapada en la zona contaminada por la fuga radioactiva al realizar una revisión de rutina. El accidente es atribuido a un terremoto y toda el área de Janjira es evacuada y puesta en cuarentena.
Quince años después, Ford Brody (Aaron Taylor-Johnson), el hijo de Joe, se encuentra trabajando para el Ejército de los Estados Unidos como un oficial del escuadrón de desmantelamiento de bombas y viviendo en San Francisco, junto con su esposa, Elle (Elizabeth Olsen), y su hijo, Sam (Carson Bolde). Cuando Joe es arrestado por intentar traspasar el área de cuarentena, Ford viaja a Tokio para liberarlo. Empeñado en descubrir la verdadera causa de la explosión en la planta, Joe convence a su hijo de acompañarlo de nuevo a Janjira, por la memoria de Sandra. Al llegar al lugar, se sorprenden al descubrir que no existen rastros de radiación en toda el área. Tras recuperar toda la información que Joe recopiló sobre el incidente, intentan abandonar el lugar, pero son arrestados y llevados a unas instalaciones secretas construidas sobre las ruinas de la vieja planta nuclear. El lugar está construido alrededor de lo que parece ser una crisálida (similar a la vista en las Filipinas), que está siendo estudiada por Serizawa y Graham. 
Las instalaciones están sufriendo problemas eléctricos que atribuyen a fallas de los transformadores, pero Joe les afirma que no es una falla del transformador, sino un poderoso PEM (pulso electromagnético), que viene de la crisálida, y que, además, está seguro que al mando de las instalaciones están escondiendo algo; según él, ese "algo" es lo que causó realmente el accidente en la planta donde murió su esposa y no un terremoto. Serizawa revisa los documentos y archivos que le decomisaron a Joe y se da cuenta de que lo que Joe está diciendo es verdad. Al poco tiempo, la crisálida eclosiona para revelar una temible y gigantesca criatura alada asolando por completo el lugar, para luego escapar. En la devastación, Joe resulta gravemente herido y muere poco después. Ante la huida de la criatura, la Marina de los Estados Unidos se propone rastrear y destruir a la bestia, antes de provocar más daños, y se lleva consigo a Serizawa, Graham y a Ford, a bordo de un portaaviones (el USS Saratoga), asignado para servir como su base de operaciones.
A bordo del barco, Serizawa y su equipo, le revelan a Ford que la criatura vista en Janjira es conocida como MUTO (acrónimo de Massive Unidentified Terrestrial Organism en el original inglés, "Organismo Terrestre Masivo No Identificado"); una criatura antigua que se alimenta de radiación y material radioactivo. Cuando el nivel de radiación de la tierra disminuyó con el paso del tiempo, la criatura se guareció en el subsuelo y se puso en una especie de estado criptobiótico. No obstante, aquella criatura estaba siendo cazada por un animal aún más grande, que había sido despertado en 1945 por un submarino nuclear estadounidense y habían tratado de matar (en vano) en 1954 con armas nucleares, disfrazadas como pruebas de armas nucleares en el mar, en las islas Marshall. Desde entonces, su existencia había sido ocultada al público. Serizawa y Graham descubren el tipo de criatura que es este animal y se dan cuenta de que tiene millones de años de antigüedad, ésta y el otro MUTO, se alimentan de la radiación, porque la Tierra, en ese entonces, era diez veces más radioactiva que ahora. A su vez, Ford les revela al equipo de científicos que, antes de morir, su padre había detectado una especie de ecolocación dentro del área de Janjira, lo que hizo pensar a Serizawa que el MUTO estaba tratando de comunicarse con algo más; y lo peor de todo, ese algo le había respondido de vuelta.
Conforme la marina se va aproximando a Hawái, reciben una llamada de auxilio por parte de un submarino nuclear ruso. La fuerza de reconocimiento enviada al lugar, descubre al MUTO alimentándose del reactor del submarino. Tanto el ejército como la marina, intentan destruir a la criatura, pero no logran hacerle daño. El MUTO ataca y devasta el centro de Honolulu y luego ataca el metro de Honolulu. La batalla se extiende entonces hasta el Aeropuerto Internacional de Honolulu, donde aparece el "depredador alfa"; una gigantesca criatura reptiloide, conocida como "Godzilla", para pelear contra la criatura. Tras una breve batalla, en la que el MUTO ataca un tren donde se encontraba Ford, la criatura consigue escapar, sólo para encontrarse perseguido por Godzilla. Mientras tanto, una segunda crisálida, transportada desde las Filipinas hasta el almacén de residuos radiactivos, localizado en Yucca Mountain, también hace eclosión y de ella, surge un MUTO hembra, aún más grande que el macho y consume por completo todos los residuos radioactivos  encontrados en la cámara donde estaba almacenada, confirmando la teoría de Serizawa y Graham. En su marcha hacia el Oeste, destruye Las Vegas. Serizawa piensa que ambas criaturas convergerán en San Francisco para reproducirse.

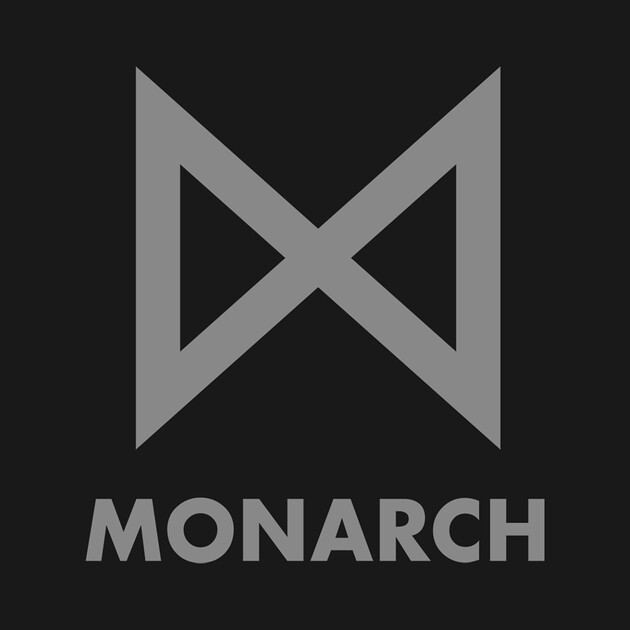
Logo de la organización ficticia Monarch, encargada de estudiar a los titanes.

El ejército decide eliminar a las tres criaturas, haciendo estallar su más poderosa ojiva nuclear. Dado que ambos MUTO son capaces de generar pulsos electromagnéticos, no pueden utilizar ni misiles teleguiados ni ningún tipo de bombardero. En lugar de eso, transportarán por tierra una ojiva con un detonador analógico y mecánico, es inmune a los PEM. Durante el traslado de la ojiva nuclear hasta San Francisco, la hembra MUTO ataca el tren en el que era transportada la ojiva, dejando sólo como sobreviviente a Ford, quién viajaba en el tren. Pese a que los militares habían conseguido rescatar la ojiva de los restos del tren para poderla transportar por helicóptero hasta la ciudad, los MUTO logran robarla, para luego, construir su nido alrededor de ella, en pleno Chinatown, lo que pone en riesgo las vidas de millones de personas. Godzilla consigue llegar a San Francisco para enfrentarse con los dos monstruos, entonces los soldados aprovechan la situación para ir por la bomba.
En el fragor de la batalla, Ford y un equipo de soldados, consiguen entrar a la ciudad y llegar hasta el nido de los MUTO para tratar de desactivar la ojiva nuclear. Al ser incapaces de desactivar el detonador análogo, los militares resuelven llevar la bomba hacia un bote y dirigirlo lo más lejos de la bahía para su explosión. La batalla entre los monstruos es feroz y, aunque Godzilla es perfectamente capaz de someter a los MUTO individualmente, estos combinan sus fuerzas para vencerle. Ford, al ver la inmensa cantidad de huevos alrededor del nido, decide hacer explotar un camión de gasolina para destruir los huevos y evitar nacieran nuevos MUTOS. La explosión provocada, desvía la atención de ambos monstruos, haciendo que estos dejen de atacar a Godzilla momentáneamente y se dirijan al nido. La hembra, furiosa por la pérdida de sus hijos, parece estar a punto de matar a Ford pero esta, es obligada a retroceder por el aliento atómico de Godzilla. 
En un momento, Godzilla logra asesinar al macho, golpeándolo con su cola contra un rascacielos, el cual acaba colapsando sobre Godzilla, obligando a Ford a huir a los muelles. Aunque los soldados logran poner la ojiva en un bote, la madre MUTO, furiosa, se dirige hacia ellos. Los esfuerzos para detenerla son inútiles y esta termina matando a todos. Aunque Ford consigue hacer navegar el barco, la madre MUTO logra alcanzarle y justo cuando se preparaba para destruir el bote, Godzilla consigue matar a la criatura al abrirle la mandíbula a la fuerza y lanzarle su aliento atómico por la garganta, provocando que la cabeza de la hembra se desprenda su cuerpo. Tras haberla matado, Godzilla lanza un fuerte rugido de victoria. Para la suerte de Ford, la electricidad regresa, poniendo en marcha el bote. Cansado, Ford cae exhausto y ve cómo Godzilla cae en tierra, aparentemente muerto. El bote sigue alejándose de la bahía, con Ford a bordo y poco tiempo para la explosión de la bomba. De pronto, un helicóptero aparece y los militares rescatan a Ford, subiéndolo al vehículo. Alejada de la ciudad, la bomba finalmente explota. 
Al final, Ford se reúne con su familia en un centro de refugiados. Al mismo tiempo, ante el aplauso general de las personas y siendo proclamado por los medios de comunicación como el heroico Rey de los Monstruos, Godzilla despierta y tras lanzar un último rugido triunfante, regresa a la costa para sumergirse en las profundidades del océano.

## Reparto

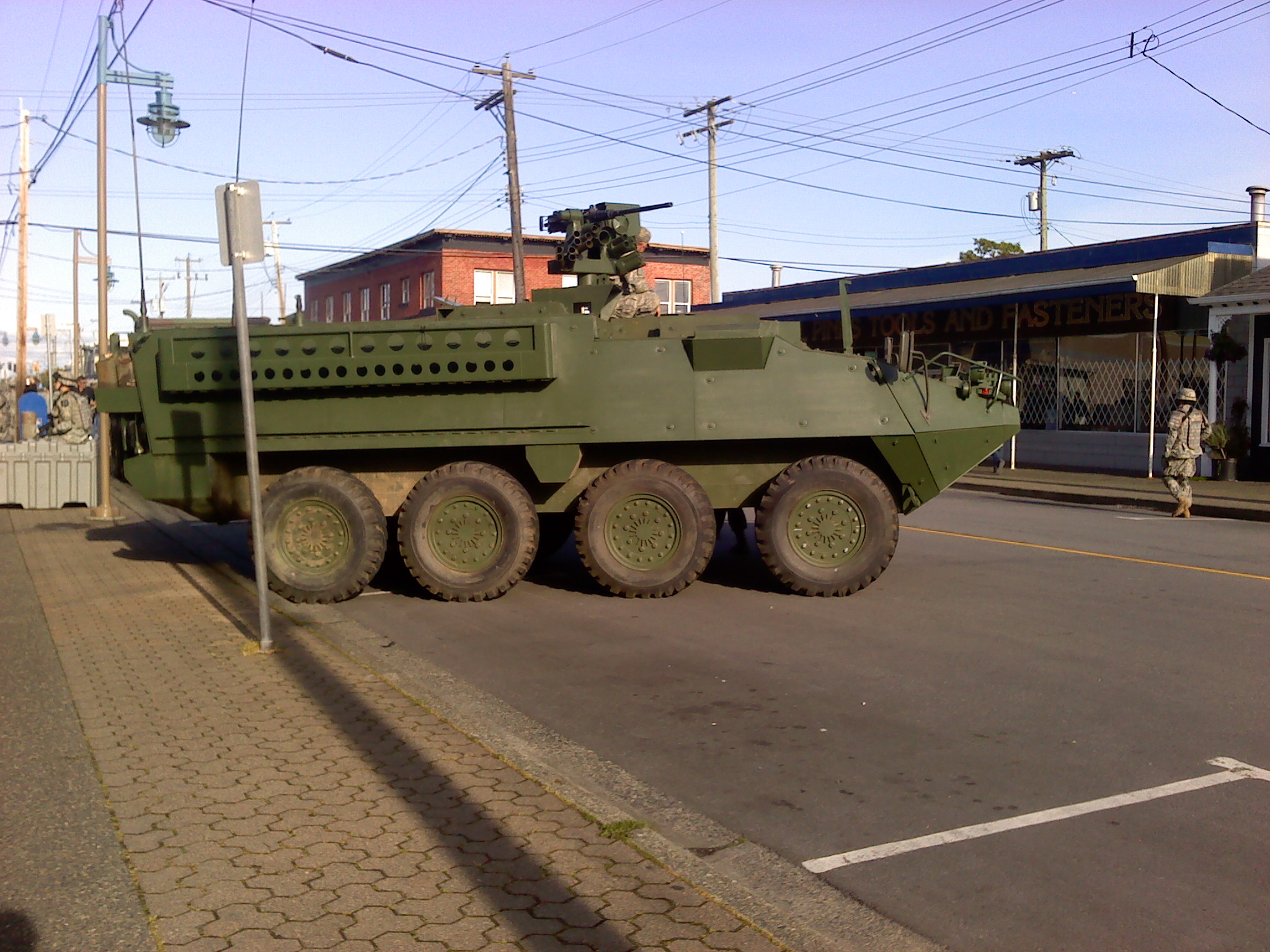
Tanque durante las filmaciones de la cinta en Richmond, Columbia Británica, Canadá.

- Aaron Taylor-Johnson como el Teniente Ford Brody, de la Marina de los Estados Unidos, y técnico en desactivación de explosivos.
  - CJ Adams[2] interpreta a Ford niño
- Elizabeth Olsen como Elle Brody, la esposa de Ford, la cual trabaja como enfermera en un hospital de San Francisco.
- Bryan Cranston como Joe Brody, el padre de Ford, un físico nuclear y antiguo ingeniero en jefe de la planta nuclear de Janjira.
- Juliette Binoche como Sandra Brody, la madre de Ford, trabajaba en la planta nuclear de Janjira como consultora de regulaciones nucleares.
- Ken Watanabe como el Dr. Ishiro Serizawa, un científico encargado del estudio de Godzilla así como de su anonimato ante el público.
- Sally Hawkins como la Dra. Vivienne Graham, compañera de trabajo del Dr. Serizawa.
- David Strathairn como el Contraalmirante William Stenz, de la Marina de los Estados Unidos.[3]
- Richard T. Jones como el Capitán Russell Hampton, de la Marina de los Estados Unidos.
- Victor Rasuk como el Sargento Tre Morales, de la Fuerza Aérea de Estados Unidos.[4]
- Patrick Sabongui como el Sargento Marcus Waltz
- Carson Bolde como Sam Brody, el hijo de Ford y Elle.
- T.J. Storm como Godzilla mediante captura de movimiento.

En papeles adicionales figuran los actores Al Sapienza como Huddleston, Brian Markinson como Whalen, Jake Cunanan como Akio, Warren Takeuchi como el padre de Akio, Yuki Morita como la madre de Akio, Ken Yamamura como Takashi, Garry Chalk como Stan Walsh, Christian Tessier, Anthony Konechny, Primo Allon como miembros de los mineros, y Jeric Ross.
Existieron rumores de que el papel de Taylor-Johnson le había sido ofrecido a Joseph Gordon-Levitt en 2012, pero este declinó. Al año siguiente, nombres como Henry Cavill, Scoot McNairy, y Caleb Landry Jones figuraron como candidatos al papel protagónico de Ford Brody. Legendary anunció poco después su decisión de darle a Taylor-Johnson el papel principal. Se sabe que se entrenó de forma intensiva tanto en la etiqueta militar como para las escenas de acción, tanto que hasta se supo que hizo la mayoría de las mismas.
Uno de los actores de la franquicia de Godzilla, Akira Takarada, interpretó a un agente de inmigración, sin embargo sus escenas fueron omitidas en el corte final.

## Blu Ray y DVD
Las ventas de formato Blu-Ray y DVD, hasta el 24 de enero de 2015, recaudaron $20 485 889 y $15 916 456 respectivamente recaudando un total de $36 402 345.

## Recepción
Godzilla recibió reseñas generalmente positivas de parte de la crítica y de la audiencia general. En el portal de internet Rotten Tomatoes, la película posee una aprobación de 74%, basada en 287 reseñas, con una calificación de 6.6/10 por parte de la crítica y un consenso que dice: "Con sólo el suficiente drama humano para anclar el espectáculo de monstruos gigantes que rompe todo a la vista, Godzilla de Gareth Edwards restablece satisfactoriamente la gloria de la franquicia de fuego".
La página web Metacritic le ha dado a la película una puntuación de 62 de 100, basada en 48 reseñas, lo que indica "críticas generalmente favorables". Las audiencias de CinemaScore le han dado una calificación de "B+" en una escala de A+ a F, mientras que en el sitio web IMDb los usuarios le han dado una puntuación de 6.5/10, sobre la base de más de 313.000 votos. 
Alex Pappademas, de Grantland, calificó la película de "la primera película de acción de palomitas verdaderamente alegre de la temporada" y elogió la dirección restringida de Edwards, afirmando: "Admiré la moderación de Edwards, una cualidad que no estoy acostumbrado a admirar en 160 millones de películas de acción de verano. "Richard Roeper declaró:" Edwards y su equipo producen imágenes visuales consistentemente impresionantes ", pero admitió que" le hubiera gustado ver más de Godzilla ", pero afirmó que la película es" saltos y límites por delante de la bomba de 1998 "y Concedió a la película una calificación de B +. Tom Russo, del Boston Globe, sintió que la película "es un espectáculo desigual que no puede sostener sus sólidos momentos de primera mitad del personaje", pero afirmó que la película "también puede mostrar un sorprendente, a menudo inteligente sentido del legado, y es intermitentemente capaz de "Elogiado por la tecnología de captura de movimiento y un ojo estético hacia la tradición, Godzilla es convincentemente traducido aquí, haciendo para algunos momentos realmente electrizantes", pero sintió que la batalla del tercer acto era "excesiva" "Y que los personajes principales eran mediocres, afirmando," necesita actuaciones que lo fundamenten - y no vienen simplemente de Taylor-Johnson, Watanabe, y el resto de los soldados thespian y desconcertados biólogos que dominan la segunda hora "y concluyó Al declarar: "Godzilla, Watanabe sin aliento la hipótesis", está aquí para restaurar el equilibrio. "La película podría hacer con un poco de que sí, emociones a pesar de". 
Stephanie Zacharek, de la Village Voice, declaró que "la nueva profanación de Gareth Edwards de su leyenda (Godzilla) debería hacer que él (Godzilla) quiera comer Hollywood para el almuerzo", sintiendo que la película "golpea todos los ritmos equivocados" pero alabó a Juliette Binoche y Bryan Las actuaciones de Cranston, afirmando, "Sus escenas breves, particularmente Cranston, para los mejores momentos dramáticos en la película" y también elogió la cuenta de Alexandre Desplat y las escenas que implican a Godzilla pero indicó "es apenas un pequeño latido en una manera de otra manera- Gran película que, extrañamente, no nos da suficiente de un tipo grande que se presentó para ver en primer lugar "y concluyó diciendo:" Godzilla es uno de esos blockbusters genéricos, omnipresentes que se deshace por el mismo espectáculo que se esfuerza "AO Scott del New York Times afirmó que la película" es a la vez hinchada y eficiente, ejecutada con tremenda disciplina e inteligencia y concebida con No demasiado de cualquiera "y encontró que" supera la versión de Hollywood de Roland Emmerich en 1998 "y elogió las escenas de destrucción de la película después de la destrucción, afirmando," las vistas de paisajes urbanos pisoteados son con frecuencia más memorables y siempre más inquietante que las caóticas escenas de smashing e inundaciones Que desorden el clímax de la película ", pero sintió que la caracterización era" delgada "y las actuaciones eran" malgastadas ", pero sentía que el" alma "de la película" mora con los monstruos ". Matt Zoller Seitz elogió altamente la dirección y la artesanía de la película, dándole tres y medio fuera de cuatro estrellas y indicando que "'Godzilla' representa una cierta clase de marca de agua alta (retruécano) en la cruzada de casi cuarenta años de Hollywood para dar vuelta una vez-de mala reputación Las películas de género en el arte pop que exige nuestra contemplación, aunque sólo sea por el ingenio y la habilidad que su ejército de técnicos prodigados en cada marco.Los tiros largos de kaiju luchando en las ciudades en ruinas son sombrío magnífico, como pinturas al óleo de milagros bíblicos " 

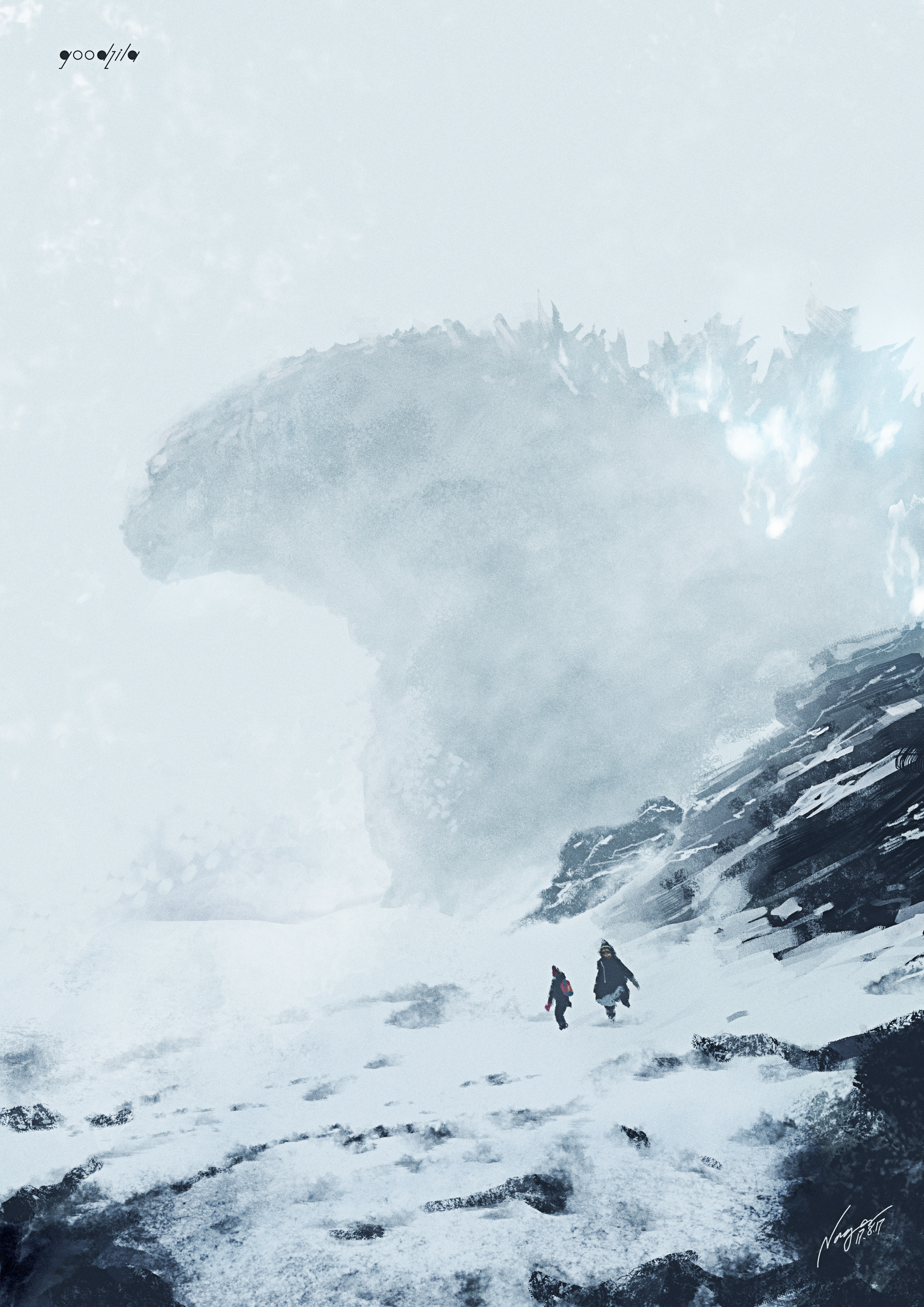
Arte conceptual de Godzilla.

Michael Phillips, del Chicago Tribune, concedió a la película tres estrellas y media, encontrando que la película "compensa" la versión de 1998 y elogió a Edwards, diciendo: "El director piensa visualmente, que suena redundante hasta que te das cuenta de cuántas películas monstruosas Planos, dependientes de los trabajos de fábrica Edwards sabe cómo usar grandes alturas para un gran efecto ". Phillips también elogió la creación de la película, afirmando que "el director Gareth Edwards pone las bases expositivas muy bien y entrega al público lo que anhela en la segunda mitad" y defendió la cantidad de tiempo que Godzilla recibió, diciendo: "¿Hay suficiente Godzilla En "Godzilla"? Gente, hay ... Hay bastante. "David Blaustein de ABC News Radio llamó el film "muy bueno, pero no genial", criticando a la película por no tener suficiente tiempo de pantalla para Godzilla, diciendo: "No hay Godzilla suficiente.Cuando el monstruo de distancia, la película se arrastra. Está claro lo que Edwards y la empresa están tratando de hacer Aquí es decir, menos es más. El tema es, este Godzilla es tan divertido de ver, nunca queremos salir de la pantalla y cuando él / ella / no está allí, es una decepción". Independientemente de ello, Blaustein afirmó que el final de la película, "más o menos, hace que todo valga la pena", y otorgó a la película tres estrellas y media de cinco. Los críticos y periodistas japoneses han elogiado la película por Poniendo "más de un esfuerzo para honrar el espíritu y estilo visual de la serie japonesa", pero criticó la película por "complicar la anti-guerra, la sensibilidad antinuclear" y "la falta de nerviosismo por parte de los cineastas para decir algo sustancial Sobre las armas nucleares o la energía nuclear ", sin embargo, el ilustrador de Godzilla Yuji Kaida llamó a la película" una verdadera kaijū eiga (película monstruosa) que honró a la original en que Godzilla fue presentado como una fuerza más allá del entendimiento humano que mantuvo el equilibrio natural de la Tierra " Ed Godziszewski (autor de The Illustrated Encyclopedia of Godzilla) consideró que la película no proporcionó muchos comentarios sociales como las anteriores películas de Godzilla, afirmando: "La película de 2014 pagó un labio superficial en el mejor de los casos a la cuestión nuclear, pero realmente hay casi Nada de sustancia allí. En lugar de ofrecer cautela sobre la energía nuclear, la nueva película casi te da la idea de que las armas nucleares son en realidad la respuesta a todo ", pero sentía que" había mucho más para disfrutar en la película de 2014 "y no se sentía molestado por Godziszewski también elogió las escenas monstruosas de la película, sintiéndose ejecutadas mejor que Pacific Rim, afirmando: "En cambio, las batallas de monstruos en Godzilla 2014 se representaron mucho más como una película japonesa. Se llega a ver disparos prolongados de los monstruos en acción, filmados de una manera que la acción era fácil de entender "y concluyó diciendo:" Desde que G2014 pronunció eso, podía pasar por alto el drama relativamente débil y la falta de conciencia social. Es insatisfactorio que hicieron de Godzilla un actor secundario en su propia película, pero al menos cuando los monstruos estaban en la pantalla, entregaron los productos ". David Kalat (autor de Una Historia Crítica y Filmografía de la Serie Godzilla de Toho) declaró , "Me sorprendió mucho lo mucho que me gustó esto", aunque él sentía que "Godzilla mismo no tiene tiempo en la pantalla", sentía que Edwards descubrió un exitoso "contexto americano moderno" para apoyar a las tropas estadounidenses, declarando , "Edwards Godzilla (2014) toma ese concepto y lo arma: estamos acostumbrados a ver películas de Godzilla donde los militares fallan porque son estúpidos, pero verlos fallar pero ser heroicos mientras que el fracaso es nuevo. También es algo que la cultura necesita -y es el tipo de idea herética que de otra manera es difícil de dramatizar en la cultura pop, al igual que la postura anti-estadounidense original de Godzilla fue tan potente en 1954 ".

## Secuelas
En septiembre de 2015, Legendary Pictures había trasladado el desarrollo de la película Kong: La Isla Calavera de Universal Pictures a Warner Bros, desatando especulaciones en los medios sobre una posible película en donde Godzilla y King Kong podrían aparecer juntos. En octubre de 2015, Legendary tenía planes de unir a Godzilla y King Kong en una película titulada Godzilla vs. Kong, fijando una fecha de estreno para 2020. Legendary planea crear una franquicia cinematográfica compartida «en torno a Monarch» y que «reúne a Godzilla y King Kong en un ecosistema con otras especies súper gigantes, tanto clásicos como nuevos». Legendary seguirá trabajando junto a Universal Pictures pero también seguirá colaborando con Warner Bros. para la franquicia.
En mayo de 2016, Warner Bros. anunció que la película Kong: La Isla Calavera servirá como la segunda entrega del Monstruoverso de Legendary con fecha de estreno el 10 de marzo de 2017, mientras que Godzilla 2 tiene fecha de estreno para el 22 de marzo de 2019, y la última entrega Godzilla vs. Kong se estrenó el 26 de marzo de 2021. En el mismo mes, Warner Bros. reveló que Gareth Edwards dejó Godzilla 2 para trabajar en proyectos de menor escala.